# Dopolavoro Dipendenti Municipali La Spezia 1941-1942
Questa voce raccoglie le informazioni riguardanti il Dopolavoro Dipendenti Municipali La Spezia nelle competizioni ufficiali della stagione 1941-1942.

## Rosa
| N. |                   | Ruolo | Calciatore           |
| -- | ----------------- | ----- | -------------------- |
|    | Italia (bandiera) | D     | Sergio Bichielli     |
|    | Italia (bandiera) | C     | Davide Boni          |
|    | Italia (bandiera) | D     | Adeonte Buscaglione  |
|    | Italia (bandiera) | C     | Giuseppe Calliero    |
|    | Italia (bandiera) | P     | Pasquale Esposito    |
|    | Italia (bandiera) | A     | Giovanni Gentile     |
|    | Italia (bandiera) | A     | Antonio Gordini      |
|    | Italia (bandiera) | D     | Aldo Langella        |
|    | Italia (bandiera) | P     | Ermenegildo Lanzetti |
|    | Italia (bandiera) | A     | Mario Lepre          |
|    | Italia (bandiera) | C     | Vittorio Mantero     |

| N. |                   | Ruolo | Calciatore        |
| -- | ----------------- | ----- | ----------------- |
|    | Italia (bandiera) | A     | Alberto Moizo     |
|    | Italia (bandiera) | A     | Agostino Oldoini  |
|    | Italia (bandiera) | C     | Lino Oldoini      |
|    | Italia (bandiera) | A     | Gianfranco Orioli |
|    | Italia (bandiera) | D     | Antonio Paiardi   |
|    | Italia (bandiera) | D     | Sergio Persia     |
|    | Italia (bandiera) | A     | Carlo Pozzoli     |
|    | Italia (bandiera) | C     | Paolo Rostagno    |
|    | Italia (bandiera) | A     | L. Schirinzi      |
|    | Italia (bandiera) | C     | Aldo Viviroli     |